# フランシス・ノース (第4代ギルフォード伯爵)
第4代ギルフォード伯爵フランシス・ノース（英語: Francis North, 4th Earl of Guilford、1761年12月25日 - 1817年1月11日）は、イギリスの貴族、軍人、劇作家。1802年までフランシス・ノース閣下（The Honourable Francis North）という称号を使用した。
ノースは第2代ギルフォード伯爵フレデリック・ノースの次男として生まれ、1777年7月8日に第58ラトランドシャー歩兵連隊のエンサインとしての辞令を受けた。1778年1月27日、第2竜騎兵連隊のコルネットになり、1778年12月または1779年5月に第2近衛竜騎兵連隊の中尉に昇進した。1780年4月29日、第96歩兵連隊の大尉になった。
1780年12月30日、新しく任命されたアイルランド総督である第5代カーライル伯爵フレデリック・ハワードの特命エー＝ド＝カンに任命され、1782年にカーライル伯爵が退任するまで務めた。1781年4月9日、第49歩兵連隊に転じた。1783年4月22日、第83歩兵連隊の少佐に昇進したが、連隊は同年に解体された。
ノースは劇作家でもあり、作品の『The Kentish Baron』は1791年にヘイマーケットで上演され、成功を収めた。1794年9月9日、中佐に昇進した。1795年にドーヴァー城の長官代理、1799年にディール城の長官に任命された。1802年、兄ジョージ・オーガスタス・ノースからギルフォード伯爵の爵位を継承した。1803年5月5日、ケントの副統監に任命された。
1810年7月19日にマリア・ボイコット（Maria Boycott）と結婚したが、2人の間に子供はおらず、ノースが1817年にピサで死去するとギルフォード伯爵の爵位は弟のフレデリックが継承した。